# Craig Nicholls

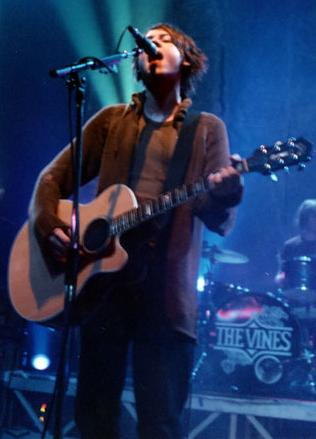
Craig Nicholls med The Vines i mars 2004

Craig Nicholls, född 31 augusti 1977, är en australisk gitarrist och sångare i bandet The Vines.  
Han växte upp i en familj med 2 systrar och 1 bror. Han arbetade på McDonalds i Sydney men grundade senare The Vines med sin arbetskollega Patrick Matthews.
Craig Nicholls har Aspergers syndrom